# Yenice, Çamoluk
Yenice là một thị trấn thuộc huyện Çamoluk, tỉnh Giresun, Thổ Nhĩ Kỳ. Dân số thời điểm năm 2011 là 902 người.